# Суша, Александр Александрович
Александр Александрович Суша, Алесь Суша (р. 15 декабря 1982, Минск) — белорусский культуролог, книговед, деятель культуры. Председатель Международной ассоциации белорусистов. Инициатор и исполнитель многих проектов по факсимильному воспроизведению книжных памятников, исследователь и популяризатор наследия Франциска Скорины. Кандидат культурологии.

## Биография
Окончил Белорусский государственный университет культуры и искусств, Республиканский институт высшей школы БГУ (специальность «культурология») и Академию управления при Президенте Республики Беларусь (специальность «государственное строительство»). В 2009 г. защитил диссертацию на степень кандидата культурологии. С 2005 года работает в Национальной библиотеке Беларуси: сначала в отделе рукописей, старопечатных и редких изданий, с 2009 — учёный секретарь, с 2012 — заместитель директора по научной работе и издательской деятельности, с 2020 — заместитель генерального директора. Преподавал и преподает в Белорусском государственном университете культуры и искусств, БИП - Университете права и социально-информационных технологий, Белорусском государственном университете и других вузах.

## Деятельность
Известен как исследователь истории культуры Беларуси, прежде всего книжной культуры Беларуси, а также истории христианства в Беларуси, формирования и использования культурного наследия униатской церкви. Автор более 550 научных работ, в том числе 20 монографий. Участник работ по разработке принципов оцифровки ценных документов. Создатель реестра культурных ценностей Беларуси, находящихся за пределами страны. Составитель научного ежегодника «Здабыткі». С 2015 года возглавляет Международную ассоциацию белорусистов. Член Комиссии при Совете Министров Республики Беларусь по выявлению, возвращению, совместному использованию и введению в научный и культурный оборот национальных культурных ценностей, которые оказались за пределами Беларуси. Член жюри ряда республиканских конкурсов. Один из организаторов и координатор ежегодных Международного конгресса «Библиотека как феномен культуры», Международных книговедческих чтений, республиканской научно-практической конференции «Электронная культура». Стипендиат двух Специальных фондов Президента Республики Беларусь (2003, 2005), получатель гранта Президента Республики Беларусь в культуре (2015 год), «человек года» в сфере культуры (2018). Награжден Медалью Франциска Скорины (2020). 

## Скориноведение и празднование 500-летия белорусского книгопечатания
Александр Суша является одним из основных инициаторов широкого празднования 500-летия белорусского книгопечатания, активизации исследования и популяризации наследия Франциска Скорины. В 2012 году курировал первую выставку изданий Ф. Скорины из зарубежных сборов в Минске (11 изданий из Германии). В 2012—2017 годах курировал работу по получению цифровых копий изданий Ф. Скорины из Великобритании, Германии, Польши, России, Украины, Чехии и других стран. В результате сформирована электронная коллекция из более чем 200 полнотекстовых копий. В 2013—2017 гг. курировал подготовку и выполнение научного и издательского проекта по факсимильному восстановлению книжного наследия Франциска Скорины (издано 20 томов). В 2015 году стал персональным получателем гранта Президента Республики Беларусь в культуре на реализацию проекта по подготовке первого факсимильного воспроизведения книжного наследия Франциска Скорины и других значимых памятников книжной культуры Беларуси. В 2015—2017 гг. активно участвовал в процессе возвращения «Малой подорожной книжки» Ф. Скорины в Беларусь. Является членом инициативной группы по поиску и выявлению новых свидетельств жизни и деятельности белорусского первопечатника Франциска Скорины в Чехии (создана 16 июня 2016 года). Александр Суша выступил в качестве эксперта и консультанта по нескольким телефильмах, являлся редактором, рецензентом и членом редакционных коллегий многих изданий, посвящённых белорусскому первопечатнику. Выступил в роли автора нескольких монографий, посвящённых Ф. Скорине.

## Деятельность после 2020 года
После подавления режимом Александра Лукашенко протестов против фальсификации результатов выборов президентских выборов 2020 года, Александр Суша участвовал в репрессиях против инакомыслящих. По свидетельству бывшей сотрудницы Национальной библиотеки Беларуси Натальи Гаркович, Суша вынудил Гаркович уволиться, угрожая политически мотивированным уголовным преследованием.
По состоянию на 2023 год, после полномасштабного вторжения России в Украину, Александр Суша перешёл на работу в Институт научной информации по общественным наукам Российской академии наук. По состоянию на середину 2025 года ссылка активна и не содержит информации о том, что сотрудник покинул это место работы.

## Участие в факсимильном воспроизведении книжных памятников
Александр Суша является непосредственным участником работ по факсимильному воссозданию наиболее ценных памятников книжной культуры Беларуси.
- 2009 — Топографические Примечания на знатнейшие места путешествия Её Императорского Величество в белорусские наместничества (Санкт-Петербург, 1780) — идея, обработка графического материала, научный очерк в виде отдельного издания;
- 2012 — Полоцкое Евангелие (конец XII — начало XIII в.) — участие в подготовке концепции, предисловие;
- 2012 — Букварь языка Славянского (Вильно, 1767) — идея, ответственный за факсимильное издание, научный очерк в виде отдельного издания;
- 2012 — Калядная пісанка (Вільня, 1913) — идея, ответственный за факсимильное издание, послесловие;
- 2012 — В.Ластовский. История белорусской (кривской) книги (Ковно, 1926) — идея, предисловие;
- 2013 — Барколабовская летопись (список 1650-60-х гг.) — участие в подготовке концепции, вступительный научная статья;
- 2013 — Симеон Полоцкий. Жезл правления (1667) — научное исследование в отдельном томе, ответственный за издание;
- 2014 — Туровское Евангелие — участие в подготовке концепции, общая редакция, научное исследование о памятнике, ответственный за издание;
- 2013—2017 — Книжное наследие Франциска Скорины: 20 томов — участие в подготовке концепции, ответственный редактор, научные статьи к каждому тому, член редакционной коллегии, ответственный за издание;
- 2018 — Первый «Букварь» — идея, оцифровка, составитель и соавтор научного исследования, ответственный за издание;
- 2019 — Брестская Библия — идея, оцифровка, автор научного исследования, ответственный за издание;
- 2020 — Слово о полку Игореве — идея, автор научного исследования, общая редакция;
- 2020—2021 — Жировичское Евангелие — идея, соавтор научного исследования, научный редактор.